# Amerikaanse auto in 2006
Dit artikel geeft een overzicht van alle Amerikaanse en Australische personenwagens die op de markt kwamen in 2006. De auto's staan alfabetisch gerangschikt per merk.

## Noord-Amerika
| Acura |                  | concern:               | Honda Japan |
| Acura | divisie:         |                        |             |
| Acura | merk:            | Acura Verenigde Staten |             |
| Acura | model:           | TL                     |             |
| Acura | einde productie: | ?                      |             |
| Acura | productieaantal: | ?                      |             |

| Acura |                  | concern:               | Honda Japan |
| Acura | divisie:         |                        |             |
| Acura | merk:            | Acura Verenigde Staten |             |
| Acura | model:           | MDX                    |             |
| Acura | einde productie: | 2013                   |             |
| Acura | productieaantal: | ?                      |             |

| Acura |                  | concern:               | Honda Japan |
| Acura | divisie:         |                        |             |
| Acura | merk:            | Acura Verenigde Staten |             |
| Acura | model:           | RDX                    |             |
| Acura | einde productie: | 2012                   |             |
| Acura | productieaantal: | ?                      |             |

| Cadillac |                  | concern:                                                               | General Motors Verenigde Staten |
| Cadillac | divisie:         |                                                                        |                                 |
| Cadillac | merk:            | Cadillac Verenigde Staten                                              |                                 |
| Cadillac | model:           | Escalade basisversie / EXT (pick-up) / ESV (verlengd) (3e generatie)   |                                 |
| Cadillac | einde productie: | 2013                                                                   |                                 |
| Cadillac | productieaantal: | ca. 300.000 (de drie varianten samen; verkocht in de Verenigde Staten) |                                 |

| Chevrolet |                  | concern:                   | General Motors Verenigde Staten |
| Chevrolet | divisie:         |                            |                                 |
| Chevrolet | merk:            | Chevrolet Verenigde Staten |                                 |
| Chevrolet | model:           | Avalanche (2e generatie)   |                                 |
| Chevrolet | einde productie: | 2013                       |                                 |
| Chevrolet | productieaantal: | 185.748 (verkocht)         |                                 |

| Chevrolet |                  | concern:                   | General Motors Verenigde Staten |
| Chevrolet | divisie:         |                            |                                 |
| Chevrolet | merk:            | Chevrolet Verenigde Staten |                                 |
| Chevrolet | model:           | Captiva (1e generatie)     |                                 |
| Chevrolet | einde productie: | 2018                       |                                 |
| Chevrolet | productieaantal: | ?                          |                                 |

| Chevrolet |                  | concern:                   | General Motors Verenigde Staten |
| Chevrolet | divisie:         |                            |                                 |
| Chevrolet | merk:            | Chevrolet Verenigde Staten |                                 |
| Chevrolet | model:           | Epica                      |                                 |
| Chevrolet | einde productie: | ?                          |                                 |
| Chevrolet | productieaantal: | ?                          |                                 |

| Chevrolet |                  | concern:                   | General Motors Verenigde Staten |
| Chevrolet | divisie:         |                            |                                 |
| Chevrolet | merk:            | Chevrolet Verenigde Staten |                                 |
| Chevrolet | model:           | HHR                        |                                 |
| Chevrolet | einde productie: | 2011                       |                                 |
| Chevrolet | productieaantal: | ca. 527.000                |                                 |

| Chevrolet GMC |                  | concern: | General Motors Verenigde Staten |
| Chevrolet GMC | divisie:         | |                                 |
| Chevrolet GMC | merk:            | Chevrolet en GMC Verenigde Staten |                                 |
| Chevrolet GMC | model:           | Silverado 1500 twee-, drie- en vierdeur-pick-up (Chevrolet; 2e generatie; de zwaardere 2500 en 3500 verschenen in 2007) Sierra (3e generatie; badge-engineered versie van GMC) |                                 |
| Chevrolet GMC | einde productie: | 2013 |                                 |
| Chevrolet GMC | productieaantal: | ca. 3 miljoen (Silverado verkocht in de Verenigde Staten), ca. 1,2 miljoen (Sierra verkocht in de Verenigde Staten)                                                            |                                 |

| Chevrolet GMC |                  | concern: | General Motors Verenigde Staten |
| Chevrolet GMC | divisie:         | |                                 |
| Chevrolet GMC | merk:            | Chevrolet en GMC Verenigde Staten |                                 |
| Chevrolet GMC | model:           | Tahoe grote suv (Chevrolet; 3e generatie) Suburban (Chevrolet; 10e generatie; Tahoe met verlengde wielbasis) Yukon / Yukon Denali / Yukon XL (badge-engineered versie van GMC met de sportiever Denali-variant en verlengde XL) |                                 |
| Chevrolet GMC | einde productie: | 2013 (Suburban en Yukon XL), 2014 (Tahoe en Yukon) |                                 |
| Chevrolet GMC | productieaantal: | ca. 780.000 (Tahoe verkocht in de Verenigde Staten), ca. 450.000 (Suburban verkocht in de Verenigde Staten), ca. 360.000 (Yukon en Yukon XL verkocht in de Verenigde Staten)                                                    |                                 |

| Chrysler |                  | concern:                  | DaimlerChrysler Duitsland |
| Chrysler | divisie:         |                           |                           |
| Chrysler | merk:            | Chrysler Verenigde Staten |                           |
| Chrysler | model:           | 300C touring              |                           |
| Chrysler | einde productie: | ?                         |                           |
| Chrysler | productieaantal: | ?                         |                           |

| Chrysler |                  | concern:                                                          | DaimlerChrysler Duitsland |
| Chrysler | divisie:         |                                                                   |                           |
| Chrysler | merk:            | Chrysler Verenigde Staten                                         |                           |
| Chrysler | model:           | Aspen suv (badge-engineered luxueuzer 2e generatie Dodge Durango) |                           |
| Chrysler | einde productie: | 2008                                                              |                           |
| Chrysler | productieaantal: | 68.787 (verkocht in de Verenigde Staten en Canada)                |                           |

| Dodge |                  | concern:                                                               | DaimlerChrysler Duitsland |
| Dodge | divisie:         |                                                                        |                           |
| Dodge | merk:            | Dodge Verenigde Staten                                                 |                           |
| Dodge | model:           | Caliber vijfdeurhatchback (slechts één generatie; wereldwijd verkocht) |                           |
| Dodge | einde productie: | 2011                                                                   |                           |
| Dodge | productieaantal: | ruim 400.000                                                           |                           |

| Dodge |                  | concern:                                                                                | DaimlerChrysler Duitsland |
| Dodge | divisie:         |                                                                                         |                           |
| Dodge | merk:            | Dodge Verenigde Staten                                                                  |                           |
| Dodge | model:           | Nitro suv (vanaf 2007 ook in Europa verkocht na de lancering van het merk Dodge aldaar) |                           |
| Dodge | einde productie: | 2011                                                                                    |                           |
| Dodge | productieaantal: | 215.823 (verkocht in de Verenigde Staten en Europa)                                     |                           |

| Dodge Freightliner |                  | concern: | DaimlerChrysler Duitsland |
| Dodge Freightliner | divisie:         | |                           |
| Dodge Freightliner | merk:            | Dodge en Freightliner Verenigde Staten |                           |
| Dodge Freightliner | model:           | Sprinter Wagon (passagiersvariant van de badge-engineered 2e generatie Mercedes-Benz Sprinter; de verkoop van de Dodge-versie werd in 2010 gestaakt nadat Daimler Chrysler had verkocht) |                           |
| Dodge Freightliner | einde productie: | ca. 2009 (Dodge), ca. 2018 (Freightliner) |                           |
| Dodge Freightliner | productieaantal: | ? |                           |

| Fisker |                  | concern:                                 | onafhankelijk |
| Fisker | divisie:         |                                          |               |
| Fisker | merk:            | Fisker Verenigde Staten                  |               |
| Fisker | model:           | Latigo CS (gebaseerd op de BMW M6 coupé) |               |
| Fisker | einde productie: | 2007                                     |               |
| Fisker | productieaantal: | 2                                        |               |

| Fisker |                  | concern:                                           | onafhankelijk |
| Fisker | divisie:         |                                                    |               |
| Fisker | merk:            | Fisker Verenigde Staten                            |               |
| Fisker | model:           | Tramonto (gebaseerd op de Mercedes-Benz SL 55 AMG) |               |
| Fisker | einde productie: | 2007                                               |               |
| Fisker | productieaantal: | 15                                                 |               |

| Ford |                  | concern:                                      | onafhankelijk |
| Ford | divisie:         |                                               |               |
| Ford | merk:            | Ford Verenigde Staten                         |               |
| Ford | model:           | Edge (1e generatie)                           |               |
| Ford | einde productie: | 2014                                          |               |
| Ford | productieaantal: | ca. 950.000 (verkocht in de Verenigde Staten) |               |

| Ford |                  | concern: | onafhankelijk |
| Ford | divisie:         | |               |
| Ford | merk:            | Ford Verenigde Staten                                                                                         |               |
| Ford | model:           | Expedition - / EL (3e generatie; de Expedition EL was de verlengde variant, in Canada Expedition Max geheten) |               |
| Ford | einde productie: | 2017 |               |
| Ford | productieaantal: | ca. 500.000 (verkocht in de Verenigde Staten)                                                                 |               |

| Ford |                  | concern:                                                                          | onafhankelijk |
| Ford | divisie:         |                                                                                   |               |
| Ford | merk:            | Ford Verenigde Staten                                                             |               |
| Ford | model:           | Explorer Sport Trac (2e generatie; pick-up gebaseerd op de 4e generatie Explorer) |               |
| Ford | einde productie: | 2010                                                                              |               |
| Ford | productieaantal: | ?                                                                                 |               |

| GMC |                  | concern: | General Motors Verenigde Staten |
| GMC | divisie:         | |                                 |
| GMC | merk:            | GMC Verenigde Staten |                                 |
| GMC | model:           | Acadia middelgrote suv (1e generatie; na de lancering van de 2e generatie in 2016 nog een jaar als Acadia Limited verkocht) |                                 |
| GMC | einde productie: | 2017 |                                 |
| GMC | productieaantal: | ca. 800.000 (verkocht in Noord-Amerika)                                                                                     |                                 |

| Jeep |                  | concern:                                                        | DaimlerChrysler Duitsland |
| Jeep | divisie:         |                                                                 |                           |
| Jeep | merk:            | Jeep Verenigde Staten                                           |                           |
| Jeep | model:           | Compass suv (1e generatie)                                      |                           |
| Jeep | einde productie: | 23 december 2016                                                |                           |
| Jeep | productieaantal: | ca. 500.000 (verkocht in de Verenigde Staten, Canada en Europa) |                           |

| Jeep |                  | concern:                                                    | DaimlerChrysler Duitsland |
| Jeep | divisie:         |                                                             |                           |
| Jeep | merk:            | Jeep Verenigde Staten                                       |                           |
| Jeep | model:           | Patriot suv                                                 |                           |
| Jeep | einde productie: | 23 december 2016                                            |                           |
| Jeep | productieaantal: | 801.435 (verkocht in de Verenigde Staten, Canada en Europa) |                           |

| Jeep |                  | concern:                                                               | DaimlerChrysler Duitsland |
| Jeep | divisie:         |                                                                        |                           |
| Jeep | merk:            | Jeep Verenigde Staten                                                  |                           |
| Jeep | model:           | Wrangler offroad-twee- / vierdeur — suv / cabriolet (JK; 3e generatie) |                           |
| Jeep | einde productie: | 2018                                                                   |                           |
| Jeep | productieaantal: | 2.165.678                                                              |                           |

| Lincoln |                  | concern:                                       | Ford Motor Company Verenigde Staten |
| Lincoln | divisie:         |                                                |                                     |
| Lincoln | merk:            | Lincoln Verenigde Staten                       |                                     |
| Lincoln | model:           | MKX cuv (1e generatie)                         |                                     |
| Lincoln | einde productie: | 2015                                           |                                     |
| Lincoln | productieaantal: | ruim 200.000 (verkocht in de Verenigde Staten) |                                     |

| Lincoln |                  | concern:                                                                                    | Ford Motor Company Verenigde Staten |
| Lincoln | divisie:         |                                                                                             |                                     |
| Lincoln | merk:            | Lincoln Verenigde Staten                                                                    |                                     |
| Lincoln | model:           | Navigator / verlengde Navigator L – grote suv (3e generatie; gebaseerd op de Ford Explorer) |                                     |
| Lincoln | einde productie: | 2017                                                                                        |                                     |
| Lincoln | productieaantal: | ca. 150.000 (verkocht in de Verenigde Staten)                                               |                                     |

| Pontiac |                  | concern:                 | General Motors Verenigde Staten |
| Pontiac | divisie:         |                          |                                 |
| Pontiac | merk:            | Pontiac Verenigde Staten |                                 |
| Pontiac | model:           | G5 coupé                 |                                 |
| Pontiac | einde productie: | 2009                     |                                 |
| Pontiac | productieaantal: | ?                        |                                 |

| Saturn |                  | concern:                       | General Motors Verenigde Staten |
| Saturn | divisie:         |                                |                                 |
| Saturn | merk:            | Saturn Verenigde Staten        |                                 |
| Saturn | model:           | Aura                           |                                 |
| Saturn | einde productie: | 2009                           |                                 |
| Saturn | productieaantal: | ca. 160.000 (Verenigde Staten) |                                 |

| Saturn |                  | concern:                | General Motors Verenigde Staten |
| Saturn | divisie:         |                         |                                 |
| Saturn | merk:            | Saturn Verenigde Staten |                                 |
| Saturn | model:           | Outlook                 |                                 |
| Saturn | einde productie: | 2010                    |                                 |
| Saturn | productieaantal: | ?                       |                                 |

| Saturn |                  | concern:                | General Motors Verenigde Staten |
| Saturn | divisie:         |                         |                                 |
| Saturn | merk:            | Saturn Verenigde Staten |                                 |
| Saturn | model:           | Sky                     |                                 |
| Saturn | einde productie: | 2009                    |                                 |
| Saturn | productieaantal: | 34.230                  |                                 |

## Latijns-Amerika
| Chevrolet |                  | concern:                                | General Motors Verenigde Staten |
| Chevrolet | divisie:         | Mexico, Chili                           |                                 |
| Chevrolet | merk:            | Chevrolet Verenigde Staten              |                                 |
| Chevrolet | model:           | Zafira (badge-engineered Opel Zafira B) |                                 |
| Chevrolet | einde productie: | ?                                       |                                 |
| Chevrolet | productieaantal: | ?                                       |                                 |

| Dodge |                  | concern:                                                                                       | DaimlerChrysler Duitsland |
| Dodge | divisie:         | Chrysler de México Mexico                                                                      |                           |
| Dodge | merk:            | Dodge Verenigde Staten                                                                         |                           |
| Dodge | model:           | Attitude kleine sedan (1e generatie; badge-engineered 3e generatie Hyundai Accent voor Mexico) |                           |
| Dodge | einde productie: | 2010                                                                                           |                           |
| Dodge | productieaantal: | ?                                                                                              |                           |

| Dodge |                  | concern: | DaimlerChrysler Duitsland |
| Dodge | divisie:         | Chrysler de Venezuela Venezuela                                                                                        |                           |
| Dodge | merk:            | Dodge Verenigde Staten                                                                                                 |                           |
| Dodge | model:           | Brisa hatchback (2e generatie; badge-engineered Hyundai Getz voor Venezuela; in Venezuela gebouwd door MMC Automotriz) |                           |
| Dodge | einde productie: | 2009 |                           |
| Dodge | productieaantal: | ? |                           |

| Peugeot |                  | concern: | PSA Peugeot Citroën Frankrijk |
| Peugeot | divisie:         | Peugeot-Citroen Argentina Argentinië                                                                                            |                               |
| Peugeot | merk:            | Peugeot Frankrijk |                               |
| Peugeot | model:           | 307 Sedán (gebaseerd op de Chinese 307 Sedan uit 2004, zelf afgeleid van de hatchback uit 2001, voor de Zuid-Amerikaanse markt) |                               |
| Peugeot | einde productie: | november 2010 |                               |
| Peugeot | productieaantal: | ? |                               |

## Australië
| Elfin |                  | concern:                                         | onafhankelijk |
| Elfin | divisie:         |                                                  |               |
| Elfin | merk:            | Elfin Australië                                  |               |
| Elfin | model:           | MS8 Clubman (gebaseerd op de Lotus Seven met V8) |               |
| Elfin | einde productie: | max. 2012                                        |               |
| Elfin | productieaantal: | ?                                                |               |

| Ford |                  | concern:                                                        | Ford Motor Company Verenigde Staten |
| Ford | divisie:         | Ford Australia Australië                                        |                                     |
| Ford | merk:            | Ford Verenigde Staten                                           |                                     |
| Ford | model:           | Ranger (2e generatie; gebaseerd op de 1e generatie Mazda BT-50) |                                     |
| Ford | einde productie: | 2011                                                            |                                     |
| Ford | productieaantal: | ?                                                               |                                     |

| Holden |                  | concern: | General Motors Verenigde Staten |
| Holden | divisie:         | |                                 |
| Holden | merk:            | Holden Australië |                                 |
| Holden | model:           | Astra Twin Top cabriolet (5e generatie; badge-engineered 3e generatie Opel Astra; variant van de hatchback uit 2004) |                                 |
| Holden | einde productie: | 2009 |                                 |
| Holden | productieaantal: | ? |                                 |

| Holden |                  | concern:                                                                                                  | General Motors Verenigde Staten |
| Holden | divisie:         | |                                 |
| Holden | merk:            | Holden Australië                                                                                          |                                 |
| Holden | model:           | Barina sedan (5e generatie; badge-engineered Daewoo Kalos; de hatchbackvarianten verschenen al eind 2005) |                                 |
| Holden | einde productie: | 2011 |                                 |
| Holden | productieaantal: | ? |                                 |

| Holden |                  | concern: | General Motors Verenigde Staten |
| Holden | divisie:         | |                                 |
| Holden | merk:            | Holden Australië |                                 |
| Holden | model:           | Captiva / Captiva MaXX cross-over-suv (1 generatie; badge-engineered Chevrolet Captiva en Opel Antara; de MaXX-variant werd in 2009 geherlanceerd als Captiva 5 en de Captiva werd tot 2016 Captiva 7 genoemd, verwijzend naar het aantal zitplaatsen) |                                 |
| Holden | einde productie: | 2016 (Captiva 5), 2018 (Captiva) |                                 |
| Holden | productieaantal: | ? |                                 |

| Holden |                  | concern: | General Motors Verenigde Staten |
| Holden | divisie:         | |                                 |
| Holden | merk:            | Holden Australië |                                 |
| Holden | model:           | Commodore / Berlina / Calais sedan (4e generatie; VE / VF-serie; de Berlina was de luxueuzer variant en de Calais het topmodel) |                                 |
| Holden | einde productie: | 20 oktober 2017 |                                 |
| Holden | productieaantal: | ruim 630.000 (inclusief de pick-up uit 2007 en de stationwagon uit 2008)                                                        |                                 |

| Holden |                  | concern: | General Motors Verenigde Staten |
| Holden | divisie:         | |                                 |
| Holden | merk:            | Holden Australië |                                 |
| Holden | model:           | Statesman / Caprice sedan (4e generatie; WM / WN-serie; gebaseerd op de Commodore uit 2006; de Caprice was het topmodel) |                                 |
| Holden | einde productie: | ca. 2010 (Statesman), 2017 (Caprice)                                                                                     |                                 |
| Holden | productieaantal: | ? |                                 |